# Подключников, Николай Иванович
Николай Иванович Подключников, Подклюшников (1813, Москва — 17 [29] октября 1877, Москва) — живописец, реставратор. Происходил из семьи потомственных художников и иконописцев, крепостных графа Д. Н. Шереметева. 

## Биография

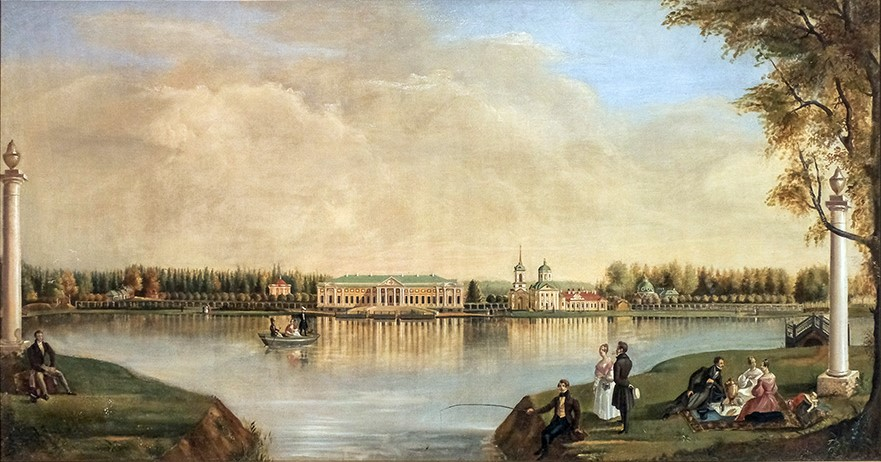
Н. И. Подключников. Кусково.
Акварель, 1839

Родился в селе Останкино в 1813 году. Учился сначала в мастерской отца и дяди, в 1833 году начал посещать в качестве вольноопределяющегося «натурный класс» при Московском обществе любителей художеств. В 1839 году был отпущен на волю и получил звание свободного художника за работы: «Голова мальчика, с натуры», «Перспектива кабинета графа Зубова», «Перспектива кабинета князя Голицына» и «Вид церкви Василия Блаженного в Москве» (в Историческом музее).
Приобрёл известность как реставратор иконописи и живописи: расчищал картины в московских галереях Шереметевых, Голохвостовых, Закревских; занимался реставрацией икон в Кремле — в Успенском соборе расчистил около 100 икон. Подключниковым были заложены основы научной реставрации иконописи; он высоко оценивал художественные качества древнерусской живописи, противопоставляя её современному иконописанию. Секреты реставрации икон были им открыты самостоятельно; он отмечал, что этому мастерству «я ни у кого не учился, хотя и на это имеет претензию один из пожилых московских живописцев, выдающий меня за своего ученика».
Занимался собиранием старинных утвари, посуды, оружия; известность получила его коллекция древнерусских нательных крестов. Также он имел собрание русской и западноевропейской живописи: около 200 картин, в том числе произведения Тинторетто, Ван Дейка, Карла Брюллова, Ореста Кипренского. Часто приобретал картины в лавках антикваров, старьёвщиков, реставрировал их.
Умер 17 (29) октября 1877 года в Москве; был похоронен в Ново-Алексеевском монастыре.
В фондах Русского музея в Петербурге сохранились вид класса Школы рисования в Москве (впоследствии Строгановского училища), датированный 1830-ми годами (передан в 1931 году из музея Академии художеств), и автопортрет 1840-х годов (в прошлом — в собраниях Петра Нерадовского).